# 富士電機リテイルシステムズ

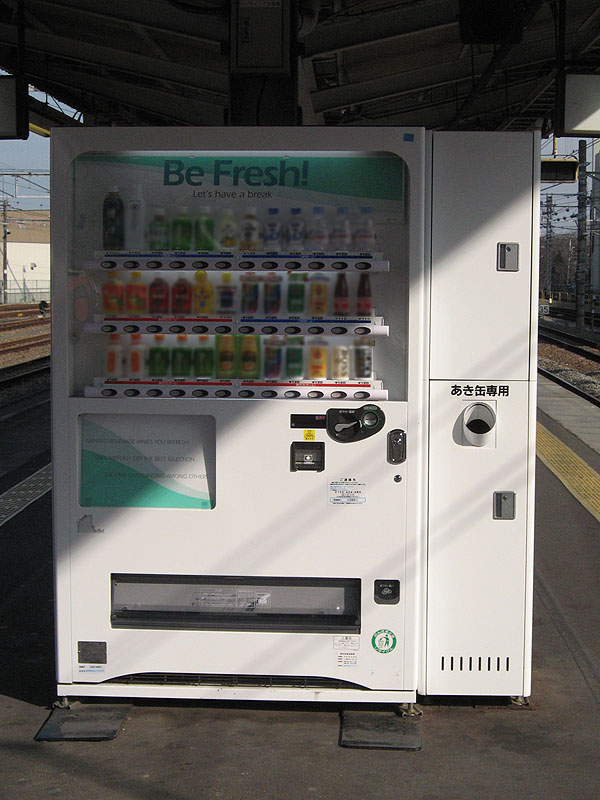
富士電機リテイルシステムズ製自動販売機（東京・JR高尾駅）

富士電機リテイルシステムズ株式会社（ふじでんきリテイルシステムズ）は、過去に存在した富士電機グループの一社で、自動販売機等を製造販売していた企業。
富士電機機器制御と共に富士電機株式会社の主要子会社であった（持株会社体制時代の中核子会社の一つ）が、2012年10月1日付で、富士電機株式会社に吸収合併され解散した。

## 主力製品・事業
- 自動販売機
  - 缶・紙パック飲料、カップ自販機、酒類・タバコ（成人確認機能付）等
  - デュアル店舗（店員によるレジ販売と無人販売の2つのモードを持つ店舗）
- フードサービス機器
  - 自動給茶機（シュンカー）、ジュース・ビール・スープ等のディスペンサー
- 通貨機器
  - 自動販売機内部のコインメカニズム、非接触ICカードシステム等

## 主要事業所
事務所
- 本社：三重県四日市市富士町1-27
- 東京事務所：東京都中央区八丁堀4-5-4 ダヴィンチ桜橋ビル
- 信州地区：長野県上田市御嶽堂2535

製造拠点
- 三重工場：三重県四日市市（本社と同所）
- 信州地区：長野県上田市（信州地区事務所と同所）

研修施設
- 商品技術研修所：三重県四日市市富士町1-13（本社・三重工場隣接地）

他、営業拠点が全国各地に所在する。

### 以前の事業所
- （旧）本社：東京都千代田区外神田六丁目15番12号
自社ビルだった。2011年3月に撤退・現在地に移転し、現在は富士電機の「神田事務所」として再活用されている。なお、富士電機はビルの所有権を売却しており、テナントとして入居する形となっている。ビル名は「外神田センタービル」を経て、現在は「いちご秋葉原ノースビル」となっている。
- 埼玉工場：埼玉県鴻巣市前砂160-1
元々は、三洋電機(現・パナソニック)グループの三洋電機自販機株式会社の本社工場。2002年4月に富士電機による買収によって商号変更した吹上富士自販機株式会社の本社工場となった後、富士電機リテイルシステムズ設立時に合併・統合され、埼玉工場として編入される。
2011年6月に撤退し、現在は富士電機の「設備技術センター」として再活用されている。

## 沿革
- 1965年9月 - 富士電機製造（後の富士電機）の全額出資により東京富士電機家電株式会社として設立。
- 1966年10月 - 富士電機製造からの家電部門の移管を受け、富士電機家電株式会社に商号変更。
- 1969年9月 - 自動販売機第1号（牛乳自販機）発売。
- 1976年9月 - 家電事業から撤退、富士電機冷機株式会社に商号変更。
- 1988年2月 - 東京証券取引所第二部上場（当時の業種は卸売業）。
- 1989年9月 - 東京証券取引所第一部昇格。
- 2000年8月 - 製造部門を富士電機三重工場に統合（岐阜県可児市にあった子会社富士電機冷機製造株式会社の工場を閉鎖）。
- 2001年12月 - 環境マネジメントシステムISO14001取得。
- 2002年
  - 4月 - 吹上富士自販機株式会社の営業部門の移管を受け、三重・埼玉の2工場体制となる。
  - 12月 - 翌年の子会社化・事業統合に先立ち、東京証券取引所第一部上場廃止。
- 2003年
  - 1月 - 富士電機の完全子会社となる（株式交換方式）。
  - 4月 - 富士電機の純粋持株会社化（同年10月、2011年4月廃止）に先駆け、同社の流通機器システムカンパニーを吸収分割で移管すると共に、吹上富士自販機を吸収合併し、現社名に商号変更。富士電機グループにおけるリテイルシステム部門の中核事業会社に指定される。
- 2006年 - 富士電機ヴイ・シー・アルテック株式会社を吸収合併。
- 2010年4月 - 富士電機システムズ株式会社（現・富士電機）にコールドチェーン機器事業を移管[2]。富士電機グループのセグメント再編により、再編後のプロダクト：自販機部門の中核事業会社に指名される。
- 2011年
  - 3月 - 東京の本社ビルから撤退、本社機能を三重工場に移管。
  - 7月 - 埼玉工場を三重工場に移転（一部を信州地区へ移管）。
- 2012年10月 - 富士電機株式会社に吸収合併され、解散[1]。

## 関係会社

### 国内グループ企業
- 信州富士電機株式会社（長野県上田市・信州工場内。通貨関連機器製造）
- 宝永プラスチックス株式会社（三重県四日市市・三重工場内。射出成形加工、試作品成形加工、NCトリミング加工、成形品印刷・組立）
- 株式会社三重富士（三重県四日市市・三重工場内。自動販売機部品の製造）
- 富士ベンディングサービス株式会社（神奈川県川崎市川崎区・富士電機川崎工場内。自動販売機設置・アフターサービス等）

### 海外グループ企業
- 大連富士冰山自動販売機有限公司
- 大連佳楽自動販売機経営有限公司
- 富士電機（杭州）軟件有限公司